# 小川勝也
小川 勝也（おがわ かつや、1963年7月7日 - ）は、日本の政治家。
参議院議員（4期）、内閣総理大臣補佐官（鳩山由紀夫内閣・菅直人内閣・菅直人改造内閣）、防衛副大臣（菅直人第2次改造内閣）、参議院総務委員長・農林水産委員長・国家基本政策委員長、参議院会派「民主党・新緑風会」政策審議会長、民進党参議院幹事長などを歴任した。

## 来歴

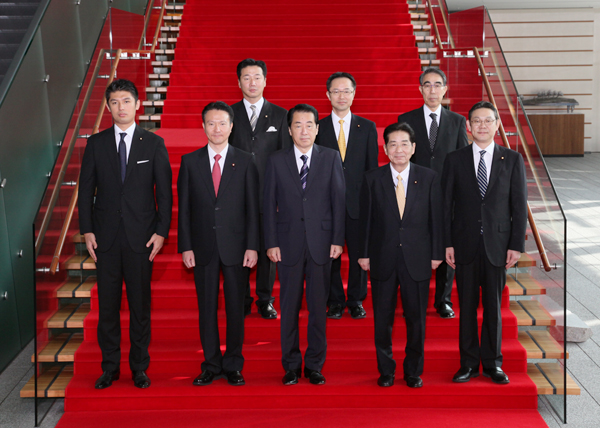
首相補佐官就任時、菅直人らと（右端）

北海道上川郡和寒町西町出身。実家は小さな鉄工所で、「鍛冶屋のかっちゃん」と親しまれた。和寒町立和寒小学校、和寒町立和寒中学校、北海道旭川北高等学校を経て、日本大学法学部卒業。日大法学部在学中は新聞奨学生だった。
大学卒業後、鳩山邦夫衆議院議員の秘書を経て、1995年に新進党公認で第17回参議院議員通常選挙に北海道選挙区（定数2）から出馬し、初当選。1996年12月、新進党を離党し旧民主党に入党。2001年の第19回参議院議員通常選挙には民主党公認で出馬し、再選。2007年7月の第21回参議院議員通常選挙では民主党への追い風に乗り、自由民主党の伊達忠一が獲得した票を上回り、得票数トップで3選。
2009年9月、鳩山由紀夫内閣で内閣総理大臣補佐官（農山漁村地域活性化担当）に任命され、2010年5月の鳩山内閣総辞職まで務める。2011年1月、菅直人第2次改造内閣では防衛副大臣に任命された。同年9月、野田内閣発足に伴い防衛副大臣を退任し、参議院農林水産委員長に就任した。2013年7月の第23回参議院議員通常選挙では民主党への逆風の中、自民党の伊達忠一に次ぐ得票数2位で4選。2015年の民主党代表選挙では元代表の岡田克也の推薦人に名を連ね、岡田が党代表に選出された。
2017年11月2日、暴行容疑で長男が逮捕されたことを受け、民進党に離党届を提出した。なお自身の参議院議員辞職については否定している。民進党執行部は離党届の扱いを保留し、12月25日の常任幹事会で離党届は不受理扱いとなった。2018年5月の民進党解党後は無所属のまま立憲民主党会派に参加。
2019年6月26日、次期参議院議員選挙に出馬しない意向を示した。

## 政策・主張
- 1998年、中央省庁等改革基本法案に行政の複雑化、非効率化、不透明化を懸念する立場から反対した[9]。
- 1999年、国旗及び国歌に関する法律案の参議院本会議における採決で反対票を投じた[10]。
- 1999年、ダイオキシン類対策特別措置法の民主党案の策定にあたった[11]。
- 2002年、BSE問題の責任を取り武部勤農林水産大臣を罷免するよう小泉純一郎首相に要求した[12]。
- 2003年、静岡空港建設反対の国会議員署名活動で署名者に加わった[13]。
- 日本国憲法の改正、集団的自衛権の行使を禁じた内閣法制局の憲法解釈の見直しに反対[14]。
- 日本の環太平洋戦略的経済連携協定（TPP）参加に反対[14]。
- 日本の核武装について「将来にわたって検討すべきでない」としている[14]。
- 村山談話及び河野談話の見直しに反対[14]。
- 選択的夫婦別姓制度の導入に賛成[15]。

## 所属団体・議員連盟
- パチンコ・チェーンストア協会（政治分野アドバイザー[16]）
- 日本囲碁文化振興議員連盟[17]

## 人物
- 国会議員サッカーチーム所属[18]。
- 趣味は読書、野菜づくり、囲碁[18]。柔道初段[18]。座右の銘は『論語』の「義を見てせざるは勇なきなり」である[18]。